# Mielno (powiat słupski)
Mielno (kaszb. Mielno, niem. Mellin) – wieś w Polsce położona w województwie pomorskim, w powiecie słupskim, w gminie Dębnica Kaszubska, na południowozachodnim krańcu Parku Krajobrazowego Dolina Słupi.

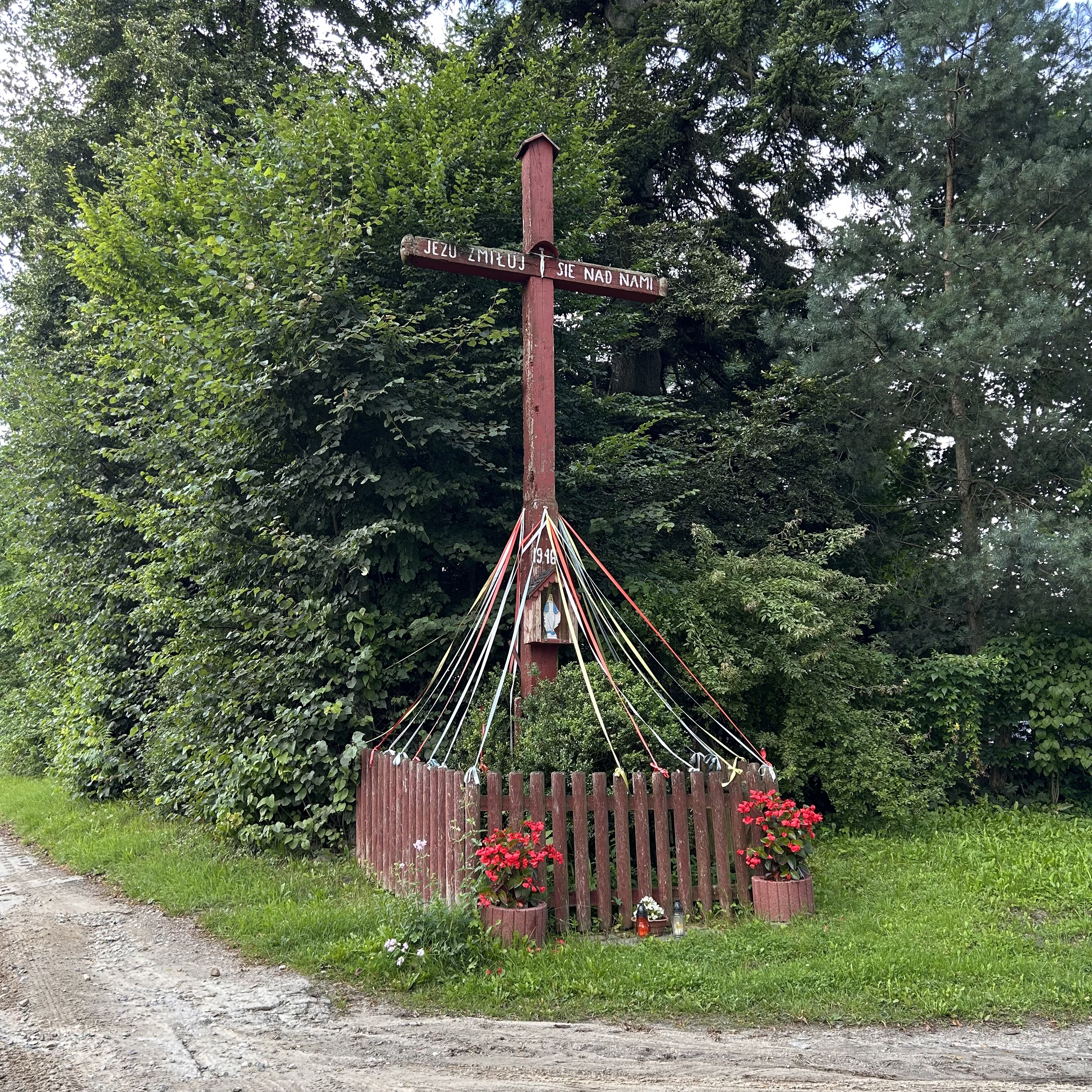
Przydrożny krzyż we wsi Mielno

W latach 1975–1998 miejscowość należała administracyjnie do województwa słupskiego.

## Nazwa
Nazwa miejscowości, wzmiankowana po raz pierwszy w 1934 w formie Mellin, ma pochodzenie słowiańskie i charakter topograficzny. Powstała przez dodanie do pomorskiego kontynuantu psł. *mělь „teren podmokły, rzadkie błoto” (por. mielizna) formantu -no. Niemiecka nazwa Mellin jest adaptacją fonetyczną pierwotnej nazwy słowiańskiej.
Rada Języka Kaszubskiego proponuje kaszubską formę nazwy Mielno.

## Cmentarz
W Mielnie znajduje się nieczynny cmentarz położony na południe od zabudowań wsi, założony na planie prostokąta, wzdłuż drogi. Cmentarz jest zachowany w dość dobrym stanie. Wydzielony jest z otoczenia kamienno-ziemnym wałem. Większość nagrobków jest usytuowana w pierwotnym położeniu, a luźne fragmenty innych są poukładane. Nie ma jednak tablic inskrypcyjnych, co uniemożliwia określenie przybliżonej daty powstania cmentarza i kolejności pochówków. Zieleń na terenie cmentarza jest uporządkowana.

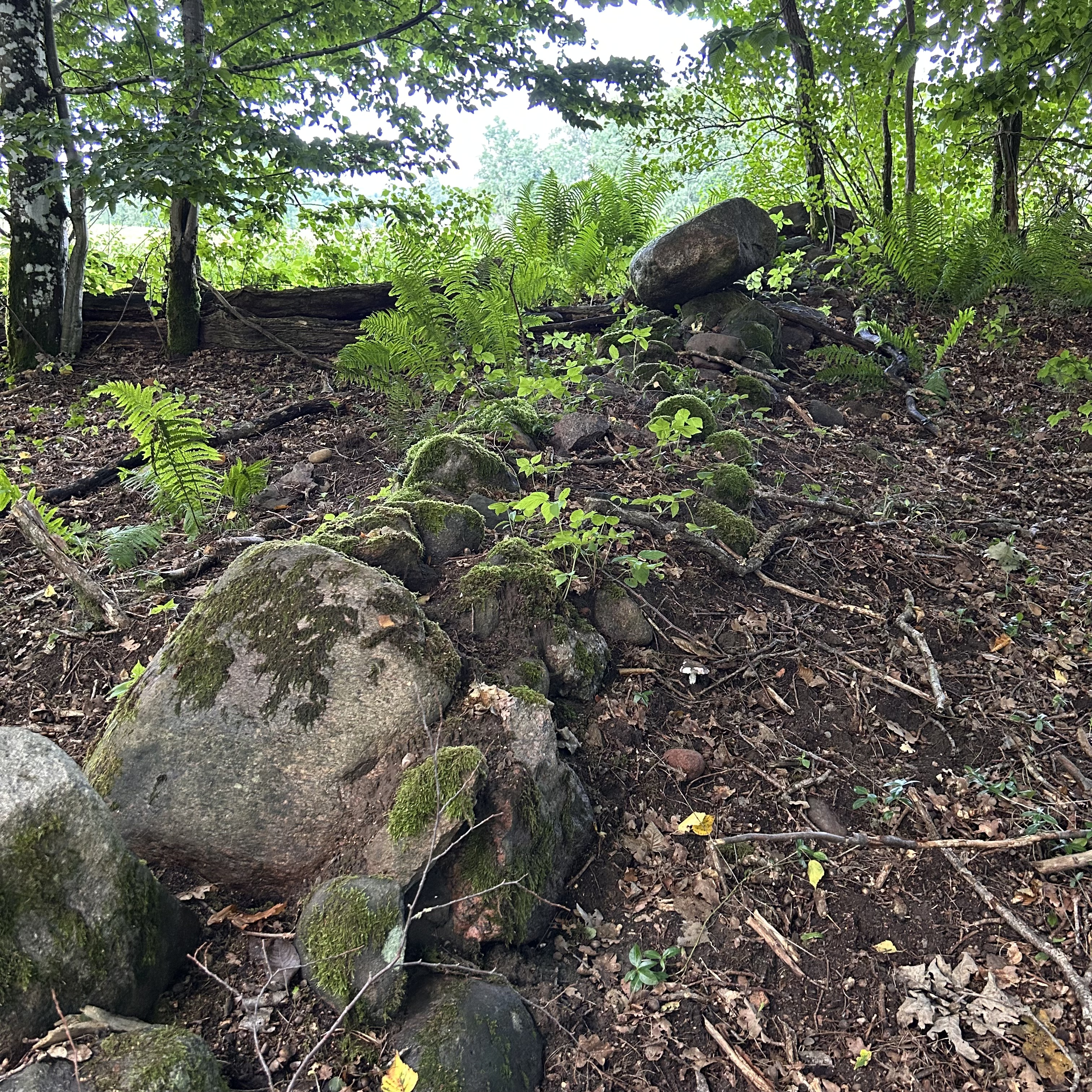
Kamienno-ziemny wał otaczający cmentarz ewangelicki w Mielnie
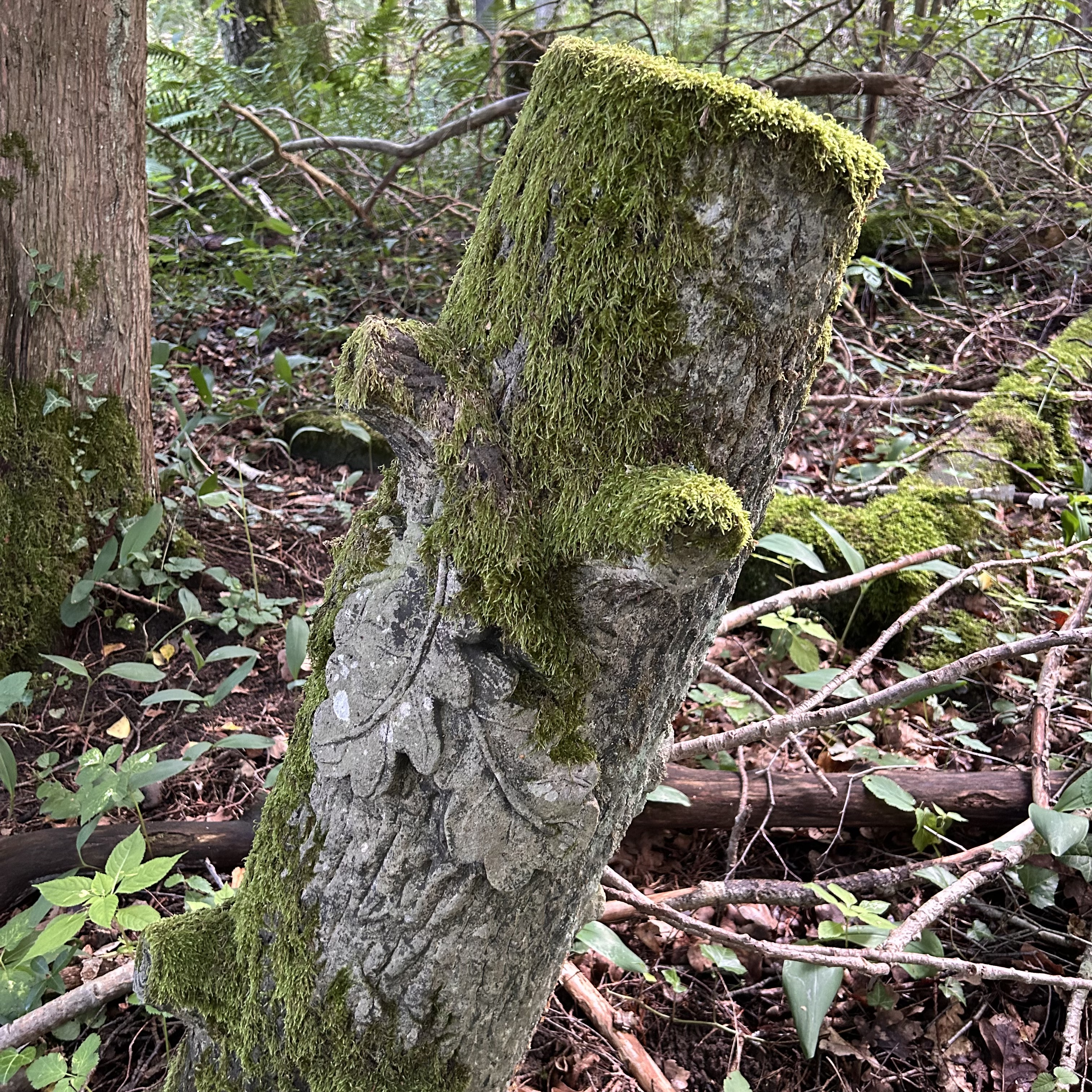
Nagrobek w kształcie pnia drewna z motywami roślinnymi, bez tablicy inskrypcyjnej, na cmentarzu ewangelickim w Mielnie
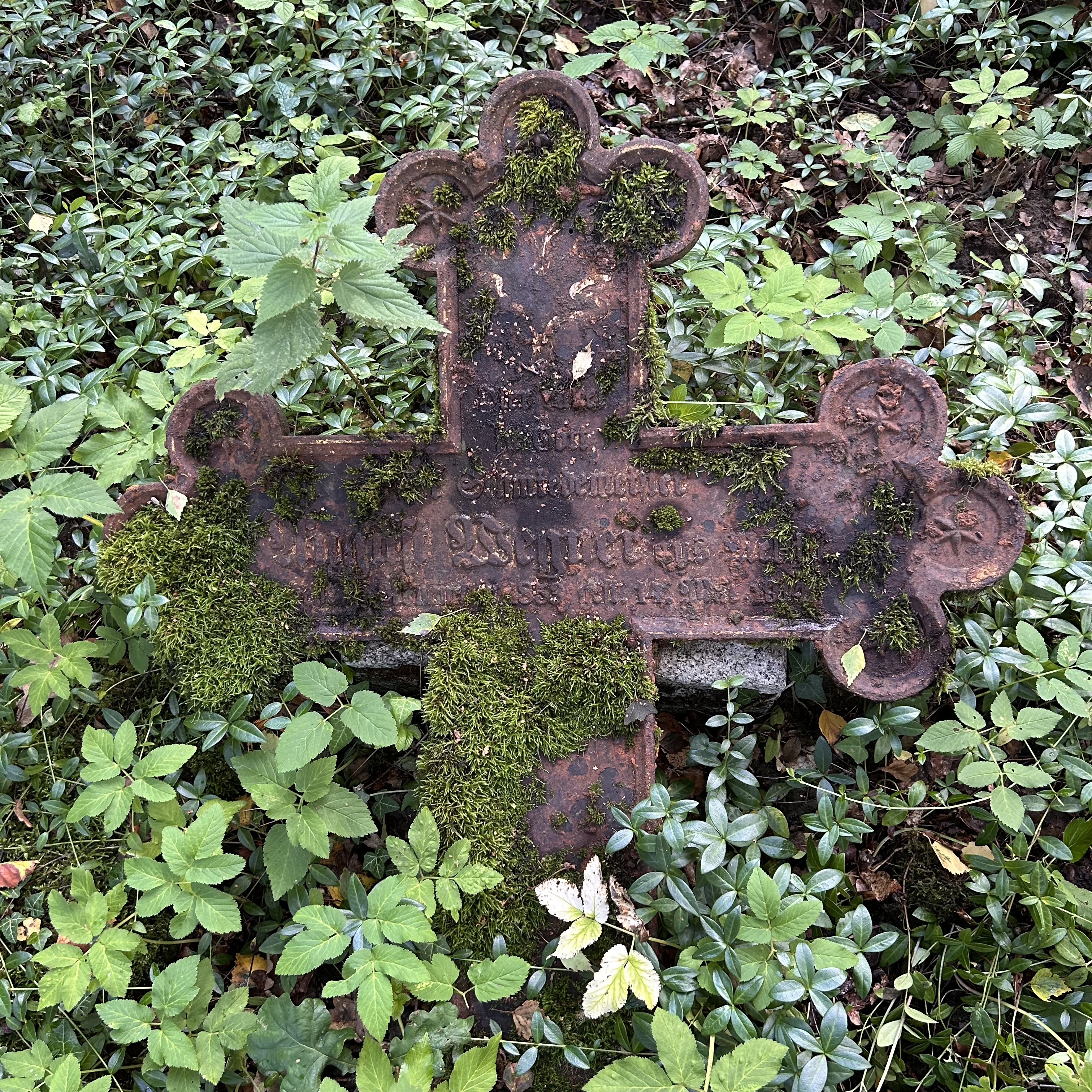
Fragment żeliwnego krzyża na cmentarzu ewangelickim w Mielnie upamiętniający Augusta Wegnera (1854-1914), mieszkańca wsi
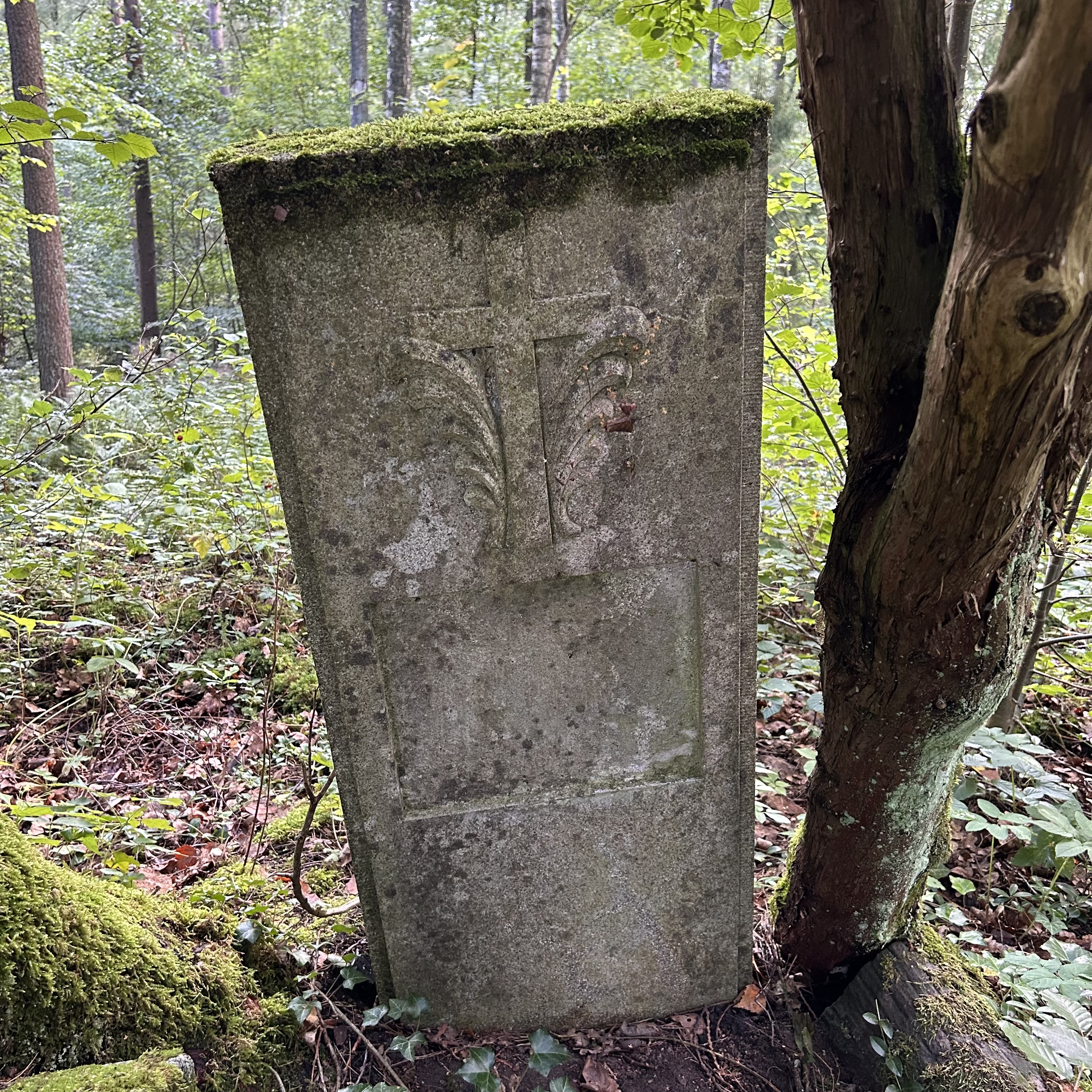
Stela nagrobna z krzyżem i motywami roślinnymi, bez tablicy inskrypcyjnej, na cmentarzu ewangelickim w Mielnie
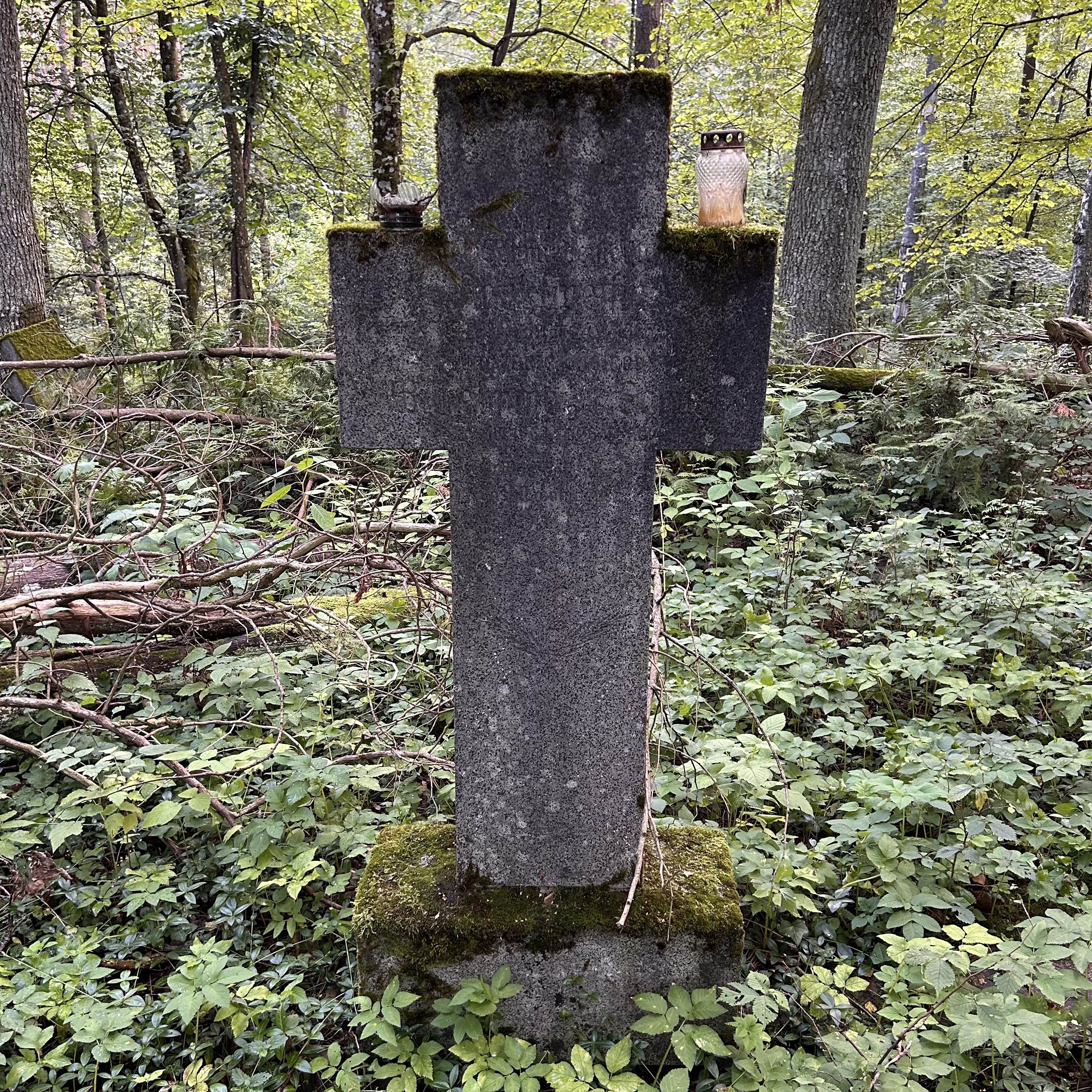
Betonowy krzyż z nieczytelną inskrypcją na cmentarzu ewangelickim w Mielnie